# Tocane-Saint-Apre
Tocane-Saint-Apre est une commune française située dans le département de la Dordogne, en région Nouvelle-Aquitaine.

## Géographie

### Généralités
La commune de Tocane-Saint-Apre, entièrement située en rive gauche de la Dronne, principal affluent de l'Isle, comprend également plusieurs îles au milieu de la Dronne.
Le bourg de Tocane-Saint-Apre est situé, en distances orthodromiques, 13 kilomètres à l'est de Ribérac et 20 kilomètres à l'ouest-nord-ouest de Périgueux, au croisement des routes départementales 78, 103 et 710 (l'ancienne route nationale 710).
La commune est également desservie au sud par la route départementale 109.

### Communes limitrophes
Tocane-Saint-Apre est limitrophe de huit autres communes dont Saint-Victor au nord-ouest sur environ 250 mètres et de Segonzac au sud-ouest sur 360 mètres.
| Saint-Victor | Grand-Brassac Montagrier | Lisle     |
| Douchapt     | Tocane-Saint-Apre        |           |
| Segonzac     | Saint-Aquilin            | Mensignac |

### Géologie et relief

#### Géologie
Situé sur la plaque nord du Bassin aquitain et bordé à son extrémité nord-est par une frange du Massif central, le département de la Dordogne présente une grande diversité géologique. Les terrains sont disposés en profondeur en strates régulières, témoins d'une sédimentation sur cette ancienne plate-forme marine. Le département peut ainsi être découpé sur le plan géologique en quatre gradins différenciés selon leur âge géologique. Tocane-Saint-Apre est située dans le troisième gradin à partir du nord-est, un plateau formé de calcaires hétérogènes du Crétacé.
Les couches affleurantes sur le territoire communal sont constituées de formations superficielles du Quaternaire et de roches sédimentaires datant pour certaines du Cénozoïque, et pour d'autres du Mésozoïque. La formation la plus ancienne, notée c4a-c, date du Santonien inférieur à supérieur, composée de calcaires crayeux gris glauconieux en plaquettes évoluant dans le secteur sud avec apparition de silex noirs ou bruns et de rudistes (formation de Saint-Laurent-sur-Manoire). La formation la plus récente, notée CFp, fait partie des formations superficielles de type colluvions indifférenciées de versant, de vallon et plateaux issues d'alluvions, molasses, altérites. Le descriptif de ces couches est détaillé dans la feuille « no 758 - Périgueux (ouest) » de la carte géologique au 1/50 000 de la France métropolitaine, et sa notice associée.

Carte géologique de Tocane-Saint-Apre.

#### Relief et paysages
Le département de la Dordogne se présente comme un vaste plateau incliné du nord-est (491 m, à la forêt de Vieillecour dans le Nontronnais, à Saint-Pierre-de-Frugie) au sud-ouest (2 m à Lamothe-Montravel). L'altitude du territoire communal varie quant à elle entre 68 mètres au nord-ouest de la commune, à la pointe occidentale de l'île de Bressol, là où la Dronne quitte la commune pour entrer sur celle de Douchapt, et 232 ou 233 mètres, au sud-est, au château d'eau de la Cipierre, à une centaine de mètres de la limite avec les communes de Mensignac et Saint-Aquilin.
Dans le cadre de la Convention européenne du paysage entrée en vigueur en France le 1er juillet 2006, renforcée par la loi du 8 août 2016 pour la reconquête de la biodiversité, de la nature et des paysages, un atlas des paysages de la Dordogne a été élaboré sous maîtrise d’ouvrage de l’État et publié en octobre 2020. Les paysages du département s'organisent en huit unités paysagères,. La commune est dans le Ribéracois, une région naturelle possédant un relief vallonné avec des altitudes moyennes comprises autour des 130-160 m, sculpté par la Dronne et ses nombreux affluents. Les paysages sont ondulés de grandes cultures dont les vastes horizons contrastent avec les paysages plus cloisonnés de la Dordogne,.
La superficie cadastrale de la commune publiée par l'Insee, qui sert de référence dans toutes les statistiques, est de 32,35 km2,,. La superficie géographique, issue de la BD Topo, composante du Référentiel à grande échelle produit par l'IGN, est quant à elle de 33,01 km2.

### Hydrographie

#### Réseau hydrographique
La commune est située dans le bassin de la Dordogne au sein du Bassin Adour-Garonne. Elle est drainée par la Dronne, le Salembre, le ruisseau des Planches, le Rieumançon, le Sauvagnac, le ruisseau de Combenègre et par divers petits cours d'eau, qui constituent un réseau hydrographique de 44 km de longueur totale,.
La Dronne, d'une longueur totale de 200,56 km, prend sa source dans la Haute-Vienne dans la commune de Bussière-Galant et se jette en rive droite de l'Isle — dont elle est le principal affluent — à Coutras en Gironde, au lieu-dit la Fourchée, face à la commune de Sablons,. Elle borde la commune au nord sur près de huit kilomètres, face à Grand-Brassac, Montagrier et Saint-Victor.
Affluent de rive gauche de la Dronne, le ruisseau des Planches traverse le nord-est du territoire communal sur trois kilomètres et demi.
Le Rieumançon, autre affluent de rive gauche de la Dronne, prend sa source dans la commune, près du lieu-dit Margnac, et l'arrose sur plus de quatre kilomètres.
Affluent de rive gauche de la Dronne, le Sauvagnac traverse la commune du sud-ouest au nord-ouest sur cinq kilomètres, dont plus de la moitié en limite de Douchapt.
Le Salembre, d'une longueur totale de 16,97 km, prend sa source dans la commune de Saint-Aquilin et se jette dans l'Isle en rive droite à Neuvic, au sud de Neuvic Gare. Il borde la commune au sud-est sur près d'un kilomètre et demi.
Son affluent de rive droite le ruisseau de Combenègre prend sa source dans le sud-est de la commune qu'il arrose sur un kilomètre.

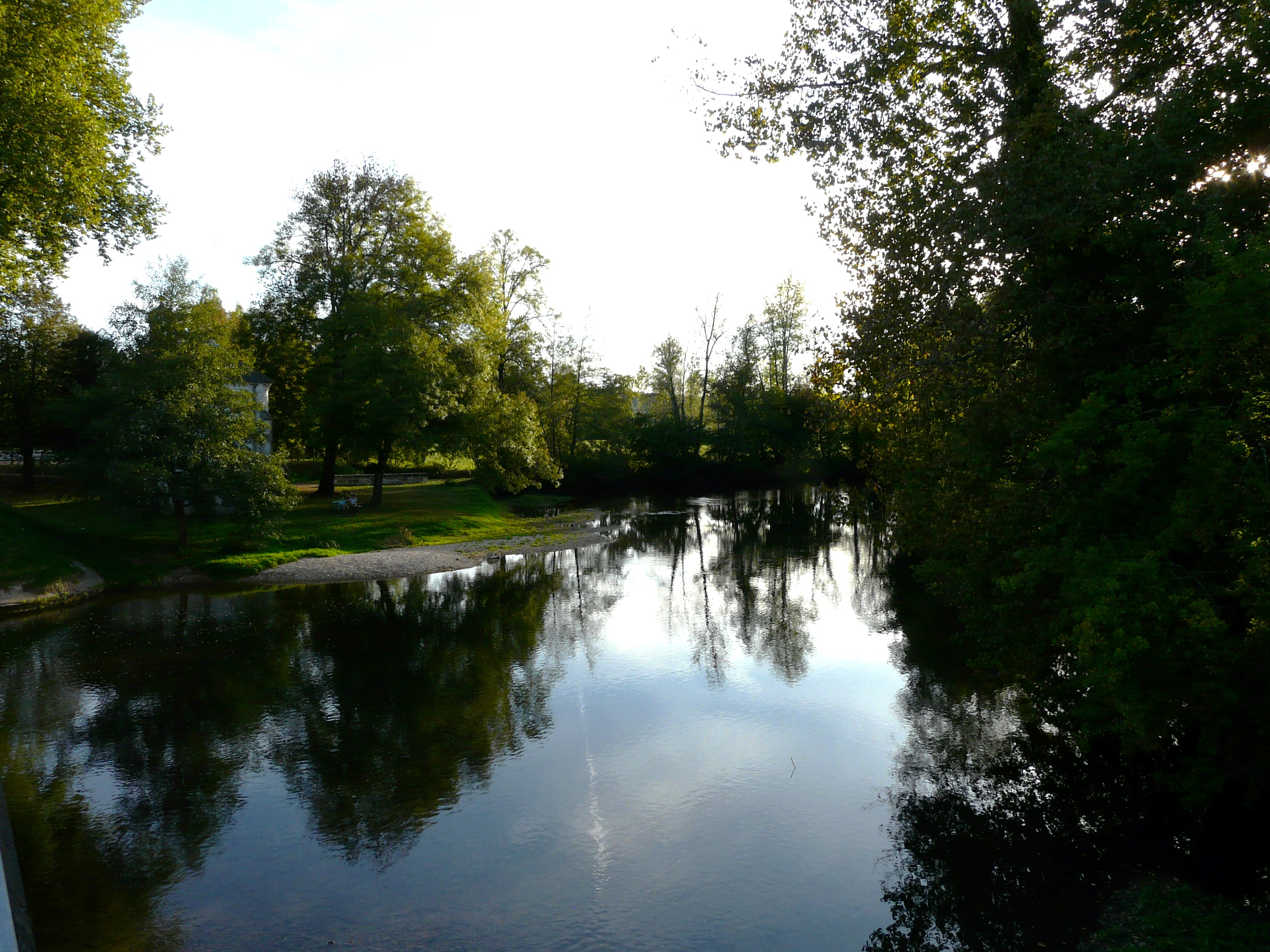
La Dronne au Moulin du Pont, entre Tocane-Saint-Apre (à gauche) et Montagrier.
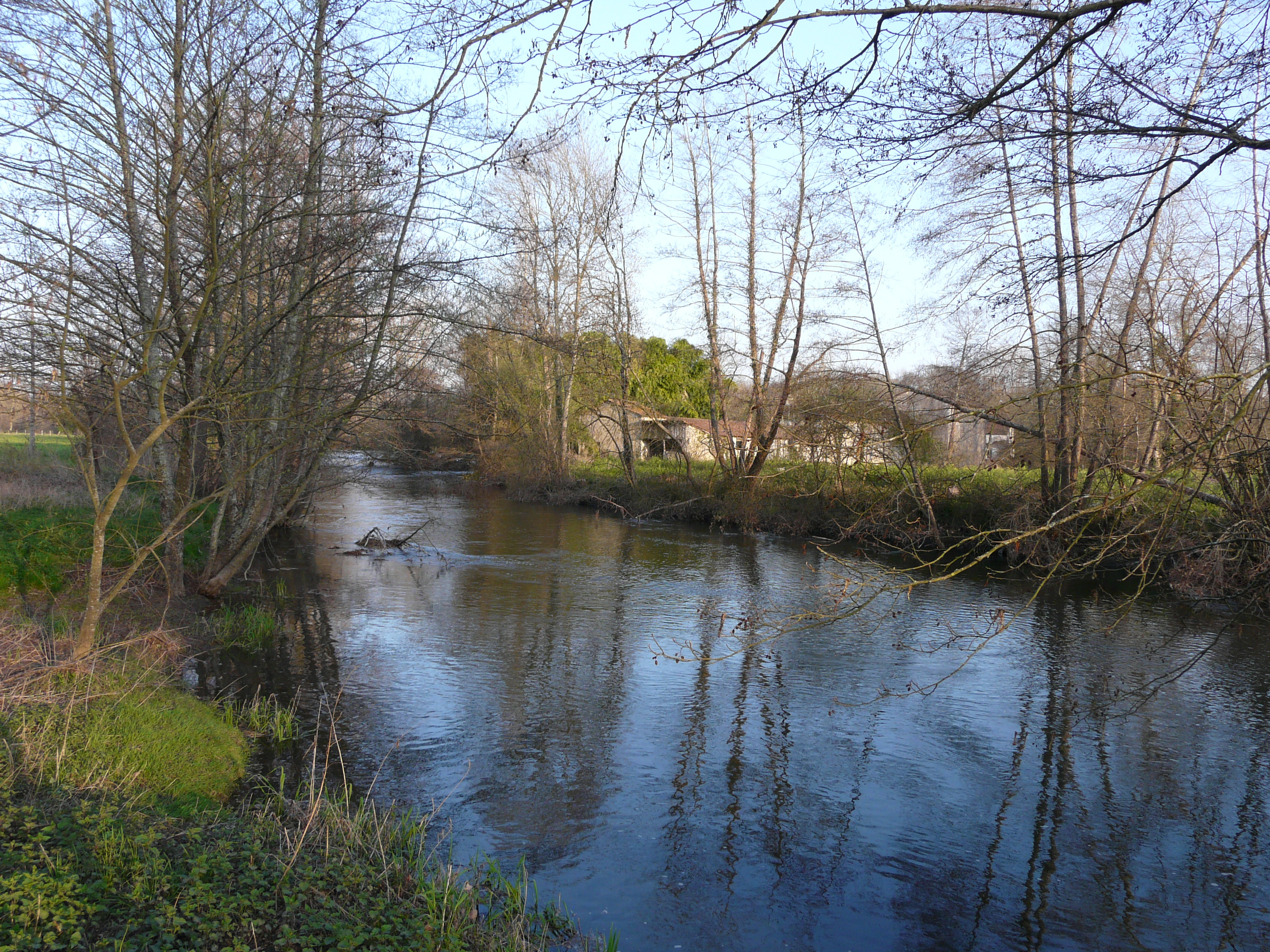
La Dronne au lieu-dit les Rivières entre Saint-Victor (au premier plan) et Tocane-Saint-Apre (en rive opposée).
Réseaux hydrographique et routier de Tocane-Saint-Apre.

#### Gestion et qualité des eaux
Le territoire communal est couvert par le schéma d'aménagement et de gestion des eaux (SAGE) « Isle - Dronne ». Ce document de planification, dont le territoire regroupe les bassins versants de l'Isle et de la Dronne, d'une superficie de 7 500 km2, a été approuvé le 2 août 2021. La structure porteuse de l'élaboration et de la mise en œuvre est l'établissement public territorial de bassin de la Dordogne (EPIDOR). Il définit sur son territoire les objectifs généraux d’utilisation, de mise en valeur et de protection quantitative et qualitative des ressources en eau superficielle et souterraine, en respect des objectifs de qualité définis dans le troisième SDAGE du Bassin Adour-Garonne qui couvre la période 2022-2027, approuvé le 10 mars 2022.
La qualité des eaux de baignade et des cours d’eau peut être consultée sur un site dédié géré par les agences de l’eau et l’Agence française pour la biodiversité.

### Climat
Pour des articles plus généraux, voir Climat de la Nouvelle-Aquitaine et Climat de la Dordogne.
Historiquement, la commune est exposée à un climat océanique aquitain.
En 2020, Météo-France publie une typologie des climats de la France métropolitaine dans laquelle la commune est exposée à un climat océanique altéré et est dans la région climatique Aquitaine, Gascogne, caractérisée par une pluviométrie abondante au printemps, modérée en automne, un faible ensoleillement au printemps, un été chaud (19,5 °C), des vents faibles, des brouillards fréquents en automne et en hiver et des orages fréquents en été (15 à 20 jours).
Pour la période 1971-2000, la température annuelle moyenne est de 12,5 °C, avec une amplitude thermique annuelle de 14,9 °C. Le cumul annuel moyen de précipitations est de 881 mm, avec 12,1 jours de précipitations en janvier et 6,8 jours en juillet. Pour la période 1991-2020, la température moyenne annuelle observée sur la station météorologique installée sur la commune est de 12,4 °C et le cumul annuel moyen de précipitations est de 1 050,4 mm,. Pour l'avenir, les paramètres climatiques de la commune estimés pour 2050 selon différents scénarios d’émission de gaz à effet de serre sont consultables sur un site dédié publié par Météo-France en novembre 2022.
| Mois                                  | jan.          | fév.           | mars          | avril         | mai           | juin         | jui.          | août          | sep.          | oct.          | nov.          | déc.           | année      |
| ------------------------------------- | ------------- | -------------- | ------------- | ------------- | ------------- | ------------ | ------------- | ------------- | ------------- | ------------- | ------------- | -------------- | ---------- |
| Température minimale moyenne (°C)     | 2,1           | 1,7            | 4,1           | 6,6           | 9,3           | 12,6         | 14,3          | 13,6          | 11,3          | 8,8           | 5,4           | 2,6            | 7,7        |
| Température moyenne (°C)              | 5             | 5,6            | 8,6           | 11,8          | 14,5          | 18,1         | 20,2          | 19,6          | 17            | 13,3          | 8,8           | 5,9            | 12,4       |
| Température maximale moyenne (°C)     | 8             | 9,5            | 13,2          | 17,1          | 19,7          | 23,5         | 26,1          | 25,6          | 22,8          | 17,9          | 12,2          | 9,1            | 17,1       |
| Record de froid (°C) date du record   | −9,5 11.01.10 | −11,8 09.02.12 | −5,5 06.03.23 | −3,1 07.04.08 | −0,5 02.05.21 | 4,1 07.06.20 | 7,1 02.07.12  | 6,2 12.08.17  | 2,2 27.09.10  | −2,8 29.10.12 | −6,6 18.11.07 | −10,1 19.12.09 | −11,8 2012 |
| Record de chaleur (°C) date du record | 17,7 26.01.08 | 24,9 27.02.19  | 25,2 14.03.12 | 27,8 09.04.11 | 30,7 21.05.22 | 38 18.06.22  | 38,4 25.07.19 | 38,9 07.08.20 | 35,5 04.09.23 | 30,9 01.10.23 | 23,1 07.11.15 | 17,7 15.12.21  | 38,9 2020  |
| Précipitations (mm)                   | 116,4         | 88,9           | 98,6          | 81,7          | 97            | 85,6         | 49            | 58,6          | 67,9          | 80,5          | 109,3         | 116,9          | 1 050,4    |

## Urbanisme

### Typologie
Au 1er janvier 2024, Tocane-Saint-Apre est catégorisée bourg rural, selon la nouvelle grille communale de densité à 7 niveaux définie par l'Insee en 2022.
Elle est située hors unité urbaine et hors attraction des villes,.

### Occupation des sols
L'occupation des sols de la commune, telle qu'elle ressort de la base de données européenne d’occupation biophysique des sols Corine Land Cover (CLC), est marquée par l'importance des territoires agricoles (66 % en 2018), une proportion sensiblement équivalente à celle de 1990 (66,4 %). La répartition détaillée en 2018 est la suivante :
zones agricoles hétérogènes (38,4 %), forêts (25,3 %), terres arables (15,8 %), prairies (11,7 %), zones urbanisées (5,1 %), milieux à végétation arbustive et/ou herbacée (3,7 %). L'évolution de l’occupation des sols de la commune et de ses infrastructures peut être observée sur les différentes représentations cartographiques du territoire : la carte de Cassini (XVIIIe siècle), la carte d'état-major (1820-1866) et les cartes ou photos aériennes de l'IGN pour la période actuelle (1950 à aujourd'hui).

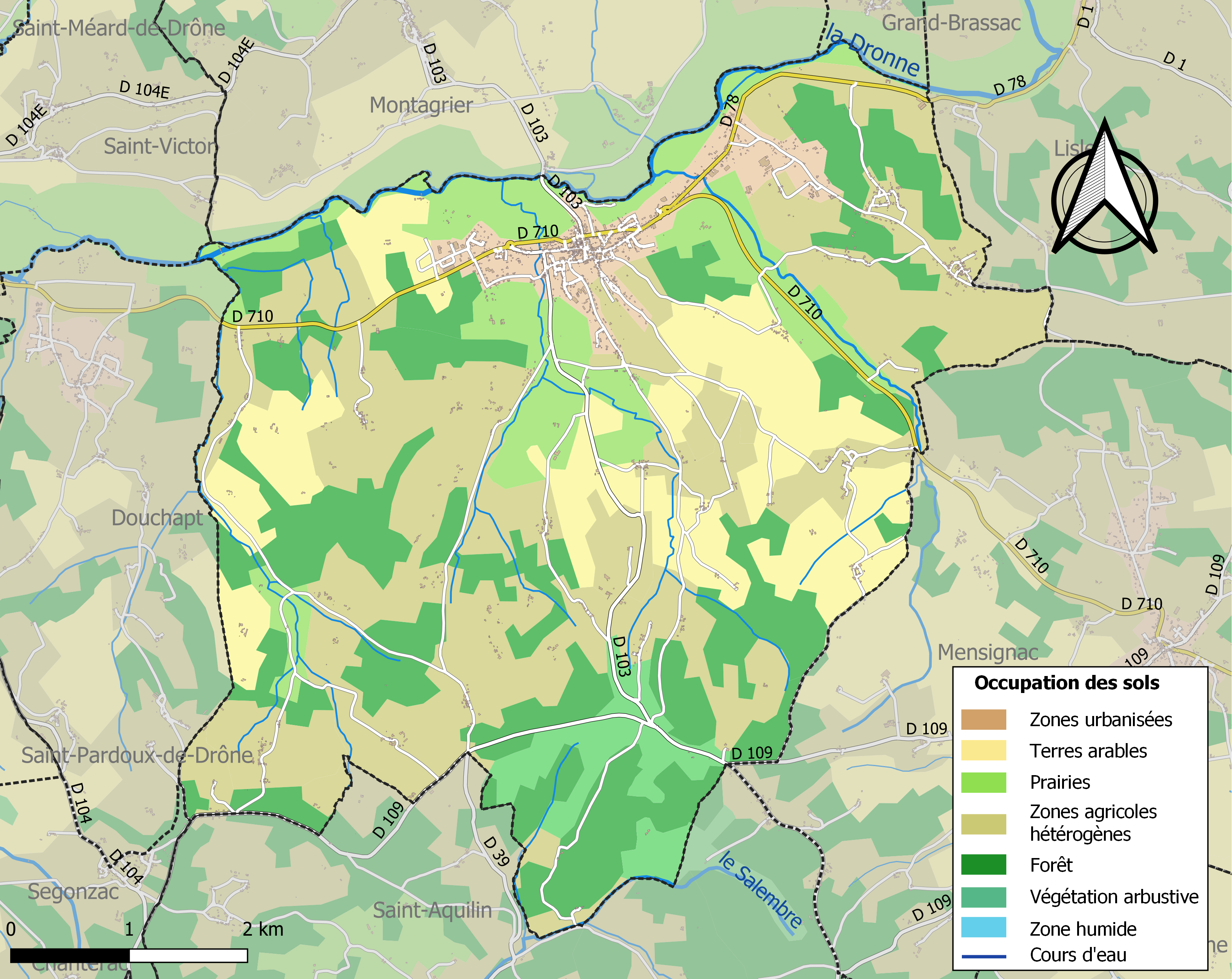
Carte des infrastructures et de l'occupation des sols de la commune en 2018 (CLC).

### Villages, hameaux et lieux-dits
- Barra sur Dronne
- Beauséjour
- Bel-Air
- Belle Étoile
- Bonas
- Bos du Puy
- Bourgogne
- Brouillaud
- Chargnac
- Charleroix
- Château de Fayolle
- Chazelas
- Combenègre
- Courtaudie
- Fayolle
- Fouillarge
- Fourmieux
- Gandy
- Grands Champs
- Grange Neuve
- Jauzet
- la Beylie
- la Boissière
- la Borie
- la Chabane
- la Chauprade
- la Cipierre
- la Clavelie
- la Côte
- la Filolie
- la Filolie de Gandy
- la Font du Sable
- la Gatine
- la Grange
- la Jarrige
- la Lande
- la Martinie
- la Ponchetie
- la Quintinie
- la Serve
- la Trépinie
- la Vaurelie
- Lagorce
- Larue
- Lavalade
- Lavergne
- le Bouquet
- le Brandeau
- le Château Jalet
- le Clos de Palus
- le Jarrigeal
- le Moulin de Bonas
- le Moulin de Bressol
- le Moulin de Lavalade
- le Moulin de Salles
- le Parc de Fayolle
- le Plantier
- le Rieumançon
- le Treuil
- les Charroufeix
- les Combes
- les Gacheries
- les Garennes
- les Grandes Terres
- les Grèzes
- les Grillaudes
- les Peyronnies Basses
- les Peyronnies Hautes
- les Piles
- les Plantes
- les Trémoulades
- les Trois Maisons
- les Vergnades
- l'Étang
- Lorraine
- Maison Neuve
- Manieux
- Margnac
- Maureloux
- Millard
- Montamas
- Notre-Dame de Perdux
- Palus
- Paymie
- Pebre
- Peymie
- Peyretoux
- Peyvie
- Plaisance
- Planchelorau
- Puy de Bout
- Puychauvet
- Puypinet
- Puyponchet
- Rieumançon
- Ruisseau des Planches
- Saint Apre
- Sermage
- Siove
- Tailleferie
- Tantaloup
- Tourate
- Vernodes

### Prévention des risques

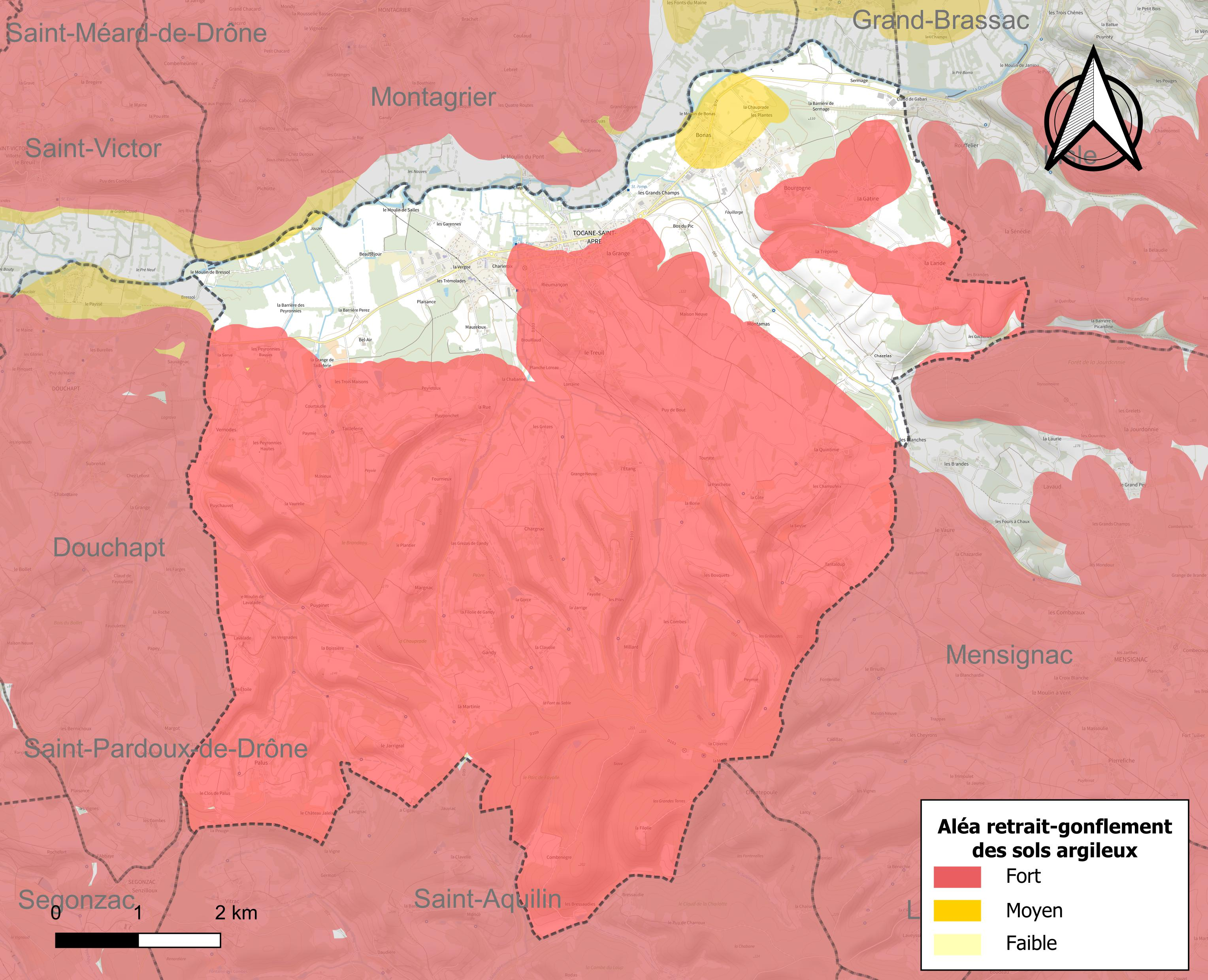
Carte des zones d'aléa retrait-gonflement des sols argileux de Tocane-Saint-Apre.

Le territoire de la commune de Tocane-Saint-Apre est vulnérable à différents aléas naturels : météorologiques (tempête, orage, neige, grand froid, canicule ou sécheresse), inondations, feux de forêts, mouvements de terrains et séisme (sismicité très faible). Un site publié par le BRGM permet d'évaluer simplement et rapidement les risques d'un bien localisé soit par son adresse soit par le numéro de sa parcelle.
Certaines parties du territoire communal sont susceptibles d’être affectées par le risque d’inondation par débordement de cours d'eau, notamment le Salembre et la Dronne. La commune a été reconnue en état de catastrophe naturelle au titre des dommages causés par les inondations et coulées de boue survenues en 1982, 1983, 1986, 1987, 1988, 1993, 1999 et 2020,. Le risque inondation est pris en compte dans l'aménagement du territoire de la commune par le biais du plan de prévention des risques inondation (PPRI) de la « vallée de la Dronne », couvrant 19 communes et approuvé le 31 janvier 2014, pour les crues de la Dronne,.
Tocane-Saint-Apre est exposée au risque de feu de forêt. L’arrêté préfectoral du 14 mars 2013 fixe les conditions de pratique des incinérations et de brûlage dans un objectif de réduire le risque de départs d’incendie. À ce titre, des périodes sont déterminées : interdiction totale du 15 février au 15 mai et du 15 juin au 15 octobre, utilisation réglementée du 16 mai au 14 juin et du 16 octobre au 14 février. En septembre 2020, un plan inter-départemental de protection des forêts contre les incendies (PidPFCI) a été adopté pour la période 2019-2029,.
Les mouvements de terrains susceptibles de se produire sur la commune sont des tassements différentiels. Le retrait-gonflement des sols argileux est susceptible d'engendrer des dommages importants aux bâtiments en cas d’alternance de périodes de sécheresse et de pluie. 78,3 % de la superficie communale est en aléa moyen ou fort (58,6 % au niveau départemental et 48,5 % au niveau national métropolitain). Depuis le 1er octobre 2020, en application de la loi ÉLAN, différentes contraintes s'imposent aux vendeurs, maîtres d'ouvrages ou constructeurs de biens situés dans une zone classée en aléa moyen ou fort,.
La commune a été reconnue en état de catastrophe naturelle au titre des dommages causés par la sécheresse en 1989, 1991, 1997, 2003, 2009 et 2011 et par des mouvements de terrain en 1999.

## Toponymie

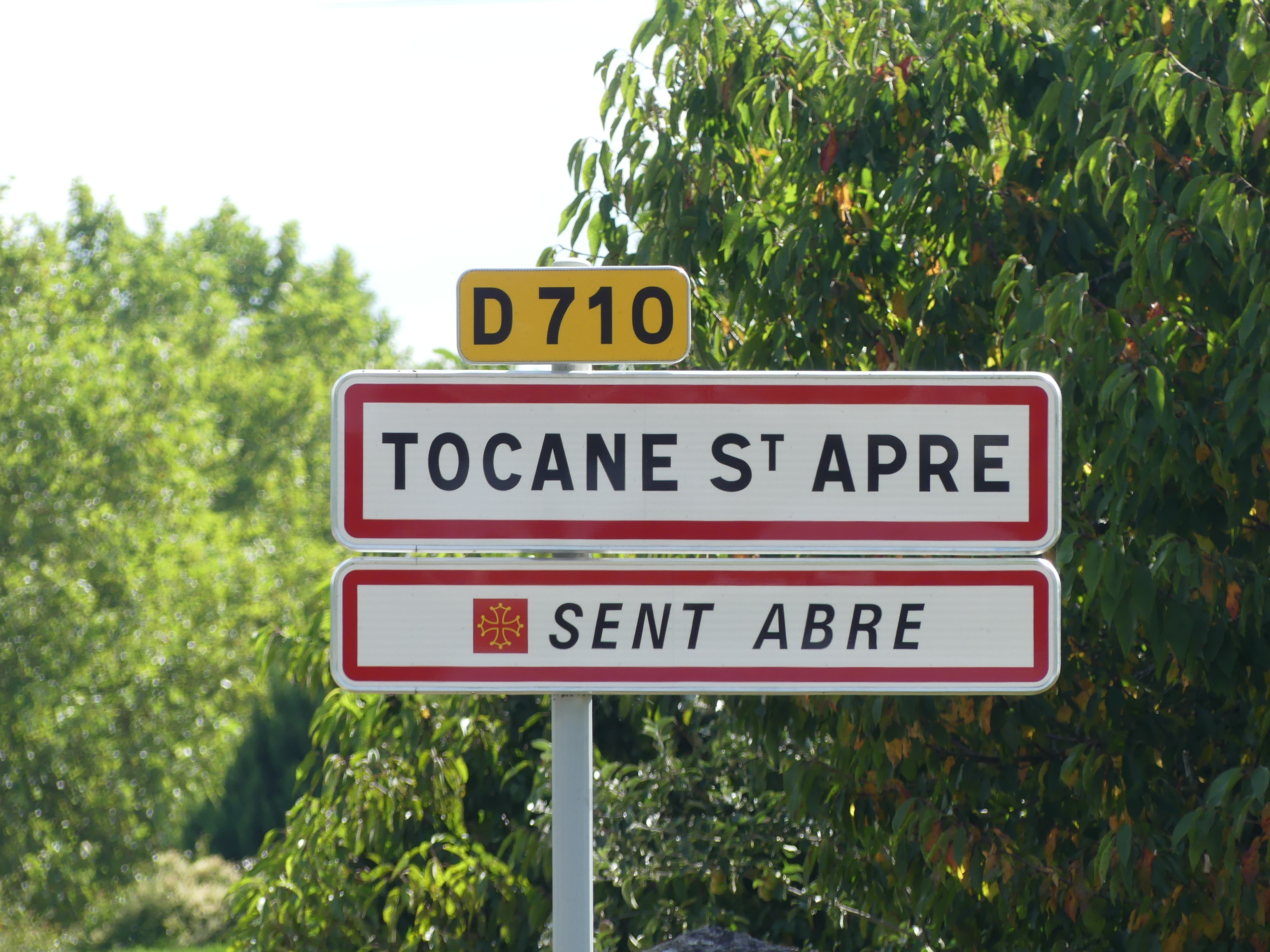
Panneau d'entrée au bourg en français et occitan.

En occitan, la commune porte le nom de Sent Abre,.

## Histoire
Au XIVe siècle, une bastide appelée Tocane est fondée entre les bourgs de Sainte-Marie de Perdus et Saint-Apre de Perdus. Le plus ancien texte citant cette bastide date de 1309. Un texte de 1285 indique que les comtes de Périgord ont décidé d'installer des bastides dans leur comté. Elle ne se développe pas mais dès le XVe siècle, le nom de Tocane remplace celui de Sainte-Marie de Perdus.
Les communes de Saint-Apre et Tocane fusionnent en 1852 sous le nom de Tocane-Saint-Apre. Ladite commune de Saint-Apre porta, au cours de la période révolutionnaire de la Convention nationale (1792-1795), le nom de Barra-sur-Dronne.

## Politique et administration

### Administration municipale
La population de la commune étant comprise entre 1 500 et 2 499 habitants au recensement de 2017, dix-neuf conseillers municipaux ont été élus en 2020,.

### Liste des maires

#### Maires de Saint-Apre
| Période                                  | Période | Identité                      | Étiquette | Qualité |
| ---------------------------------------- | ------- | ----------------------------- | --------- | ------- |
| Les données manquantes sont à compléter. |         |                               |           |         |
| 1790                                     | 1794    | Nicolas Paradol               |           |         |
| 1794                                     | 1794    | Philippe Fargeot              |           | Notaire |
| 1794                                     | 1801    | Jean Fargeot-Lagane           |           | Médecin |
| 1801                                     | 1817    | Jean-François Lamy Bos du Pic |           |         |
| 1817                                     | 1851    | Pierre Fargeot                |           | Notaire |
| 1851                                     | 1852    | Pantaléon Lamy Bos du Pic     |           |         |

#### Maires de Tocane puis de Tocane-Saint-Apre
| Période                                  | Période       | Identité                         | Étiquette | Qualité |
| ---------------------------------------- | ------------- | -------------------------------- | --------- | --- |
| Les données manquantes sont à compléter. |               |                                  |           | |
| prairial an VIII (mai 1800)              | mai 1808      | Labonne-Laroche                  |           | |
| mai 1808                                 | 1816          | André-Alain Fayolle              |           | |
| 1816                                     | novembre 1821 | Pierre Dubesset-Dufraisse (aîné) |           | |
| novembre 1821                            | juillet 1830  | André-Alain de Fayolle           |           | |
| juillet 1830                             | 1879          | Pierre Moreaud                   |           | Médecin |
| janvier 1881 ou avant                    | ?             | Joseph Lavaure                   |           | |
| mai 1892                                 | mai 1896      | Henri Puygauthier                |           | |
| mai 1896                                 | 1917          | Antoine Puygauthier              |           | Médecin Conseiller général du canton de Montagrier (1892-1919)                                                                           |
| 1918                                     | octobre 1919  | Robert Brunet                    |           | Adjoint faisant fonction de maire |
| octobre 1919                             | août 1922     | Robert Brunet                    |           | Médecin Conseiller général du canton de Montagrier (1919-1921)                                                                           |
| août 1922                                | mai 1945      | Charles Roby                     |           | Vétérinaire Conseiller général du canton de Montagrier (1921-1940)                                                                       |
| mai 1945                                 | octobre 1947  | Élie Beaudeau                    |           | |
| octobre 1947                             | mai 1953      | Roger Puygauthier                |           | |
| mai 1953                                 | octobre 1981  | Raymond Gayou                    |           | |
| novembre 1981                            | août 2007     | Michel Debet                     | PS        | Directeur du Centre Départemental de Documentation Pédagogique Député (2007-2008) Conseiller général du canton de Montagrier (1992-2008) |
| août 2007                                | mai 2020      | Gérard Senrent                   | PS        | Retraité |
| mai 2020                                 | En cours      | Pierre Janaillac                 | DVD       | Chef d'entreprise |

## Équipements et services publics

### Justice
En 2023, dans le domaine judiciaire, Tocane-Saint-Apre relève :
- du tribunal judiciaire, du tribunal pour enfants, du conseil de prud'hommes et du tribunal de commerce de Périgueux ;
- du pôle Nationalité du tribunal judiciaire de Périgueux (compétent uniquement dans le domaine de la nationalité) ;
- de la cour d'appel, du tribunal administratif et de la cour administrative d'appel de Bordeaux.

## Population et société

### Démographie
Jusqu'en 1852, les communes de Saint-Apre et de Tocane étaient indépendantes.

#### Démographie de Saint-Apre
| 1793 | 1800 | 1806 | 1821 | 1831 |
| ---- | ---- | ---- | ---- | ---- |
| 754  | 710  | 718  | 779  | 725  |

| 1836 | 1841 | 1846 | 1851 | - |
| ---- | ---- | ---- | ---- | - |
| 792  | 655  | 828  | 865  | - |

#### Démographie de Tocane, puis de Tocane-Saint-Apre
L'évolution du nombre d'habitants est connue à travers les recensements de la population effectués depuis 1793 à Tocane, puis à Tocane-Saint-Apre. En 1852, Saint-Apre fusionne avec Tocane qui devient Tocane-Saint-Apre.
L'évolution du nombre d'habitants est connue à travers les recensements de la population effectués dans la commune depuis 1793. Pour les communes de moins de 10 000 habitants, une enquête de recensement portant sur toute la population est réalisée tous les cinq ans, les populations de référence des années intermédiaires étant quant à elles estimées par interpolation ou extrapolation. Pour la commune, le premier recensement exhaustif entrant dans le cadre du nouveau dispositif a été réalisé en 2004.

En 2022, la commune comptait 1 757 habitants, en évolution de +5,53 % par rapport à 2016 (Dordogne : +0,37 %, France hors Mayotte : +2,11 %).
| 1793 | 1800  | 1806  | 1821  | 1831  | 1836  | 1841  | 1846  | 1851  |
| ---- | ----- | ----- | ----- | ----- | ----- | ----- | ----- | ----- |
| 990  | 1 017 | 1 080 | 1 097 | 1 158 | 1 171 | 1 243 | 1 184 | 1 226 |

| 1856  | 1861  | 1866  | 1872  | 1876  | 1881  | 1886  | 1891  | 1896  |
| ----- | ----- | ----- | ----- | ----- | ----- | ----- | ----- | ----- |
| 2 140 | 2 040 | 2 098 | 2 016 | 2 171 | 2 145 | 2 061 | 2 044 | 1 893 |

| 1901  | 1906  | 1911  | 1921  | 1926  | 1931  | 1936  | 1946  | 1954  |
| ----- | ----- | ----- | ----- | ----- | ----- | ----- | ----- | ----- |
| 1 848 | 1 794 | 1 731 | 1 573 | 1 575 | 1 535 | 1 517 | 1 475 | 1 371 |

| 1962  | 1968  | 1975  | 1982  | 1990  | 1999  | 2004  | 2006  | 2009  |
| ----- | ----- | ----- | ----- | ----- | ----- | ----- | ----- | ----- |
| 1 413 | 1 359 | 1 318 | 1 376 | 1 377 | 1 484 | 1 519 | 1 541 | 1 679 |

| 2014  | 2019  | 2022  | - | - | - | - | - | - |
| ----- | ----- | ----- | - | - | - | - | - | - |
| 1 658 | 1 742 | 1 757 | - | - | - | - | - | - |

### Manifestations culturelles et festivités
- En juillet, sur une semaine, les Rencontres irlandaises « proposent des stages de chant, de danse (Ceili), de pratique instrumentale et de hurling » (32e édition en 2024)[60].
- La Félibrée est une fête populaire occitane organisée chaque année, début juillet, dans une ville ou un village du Périgord. La 103e édition s'est tenue en 2024 à Tocane-Saint-Apre[61]. Sur trois jours, elle a attiré 12 000 personnes[62].

Décorations du bourg après la Félbrée 2024.
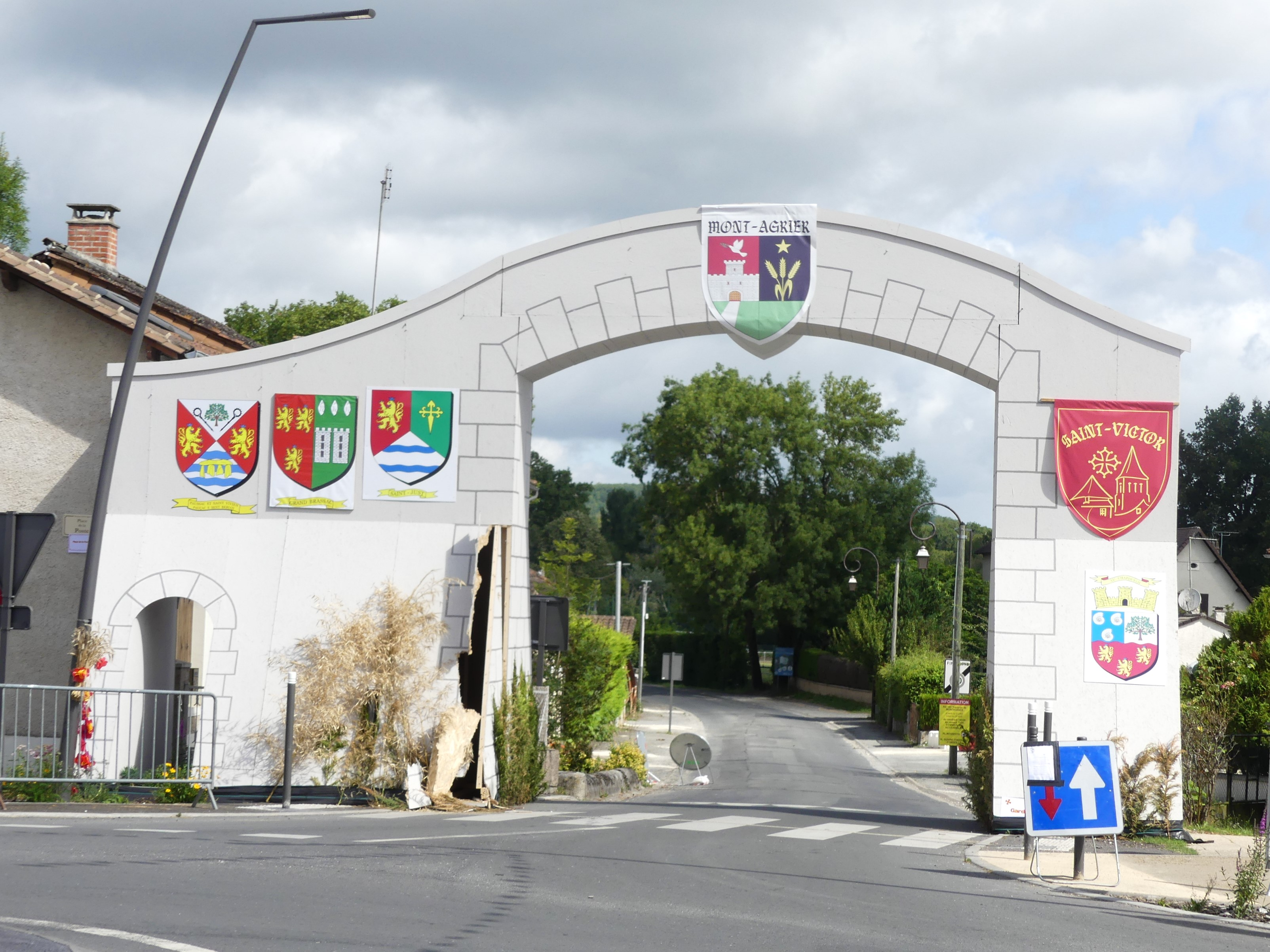
Une des portes de la Félibrée.
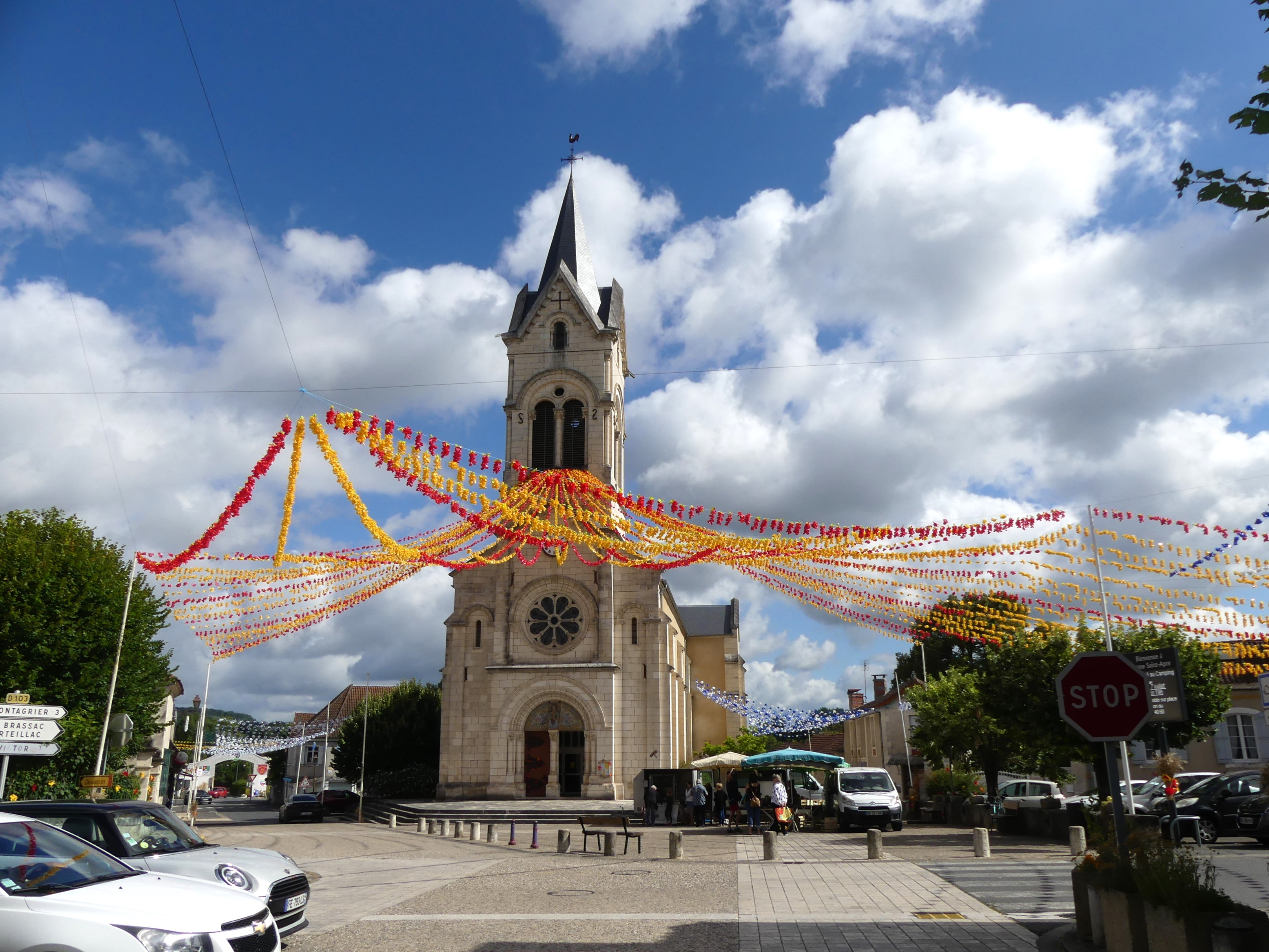
L'église.
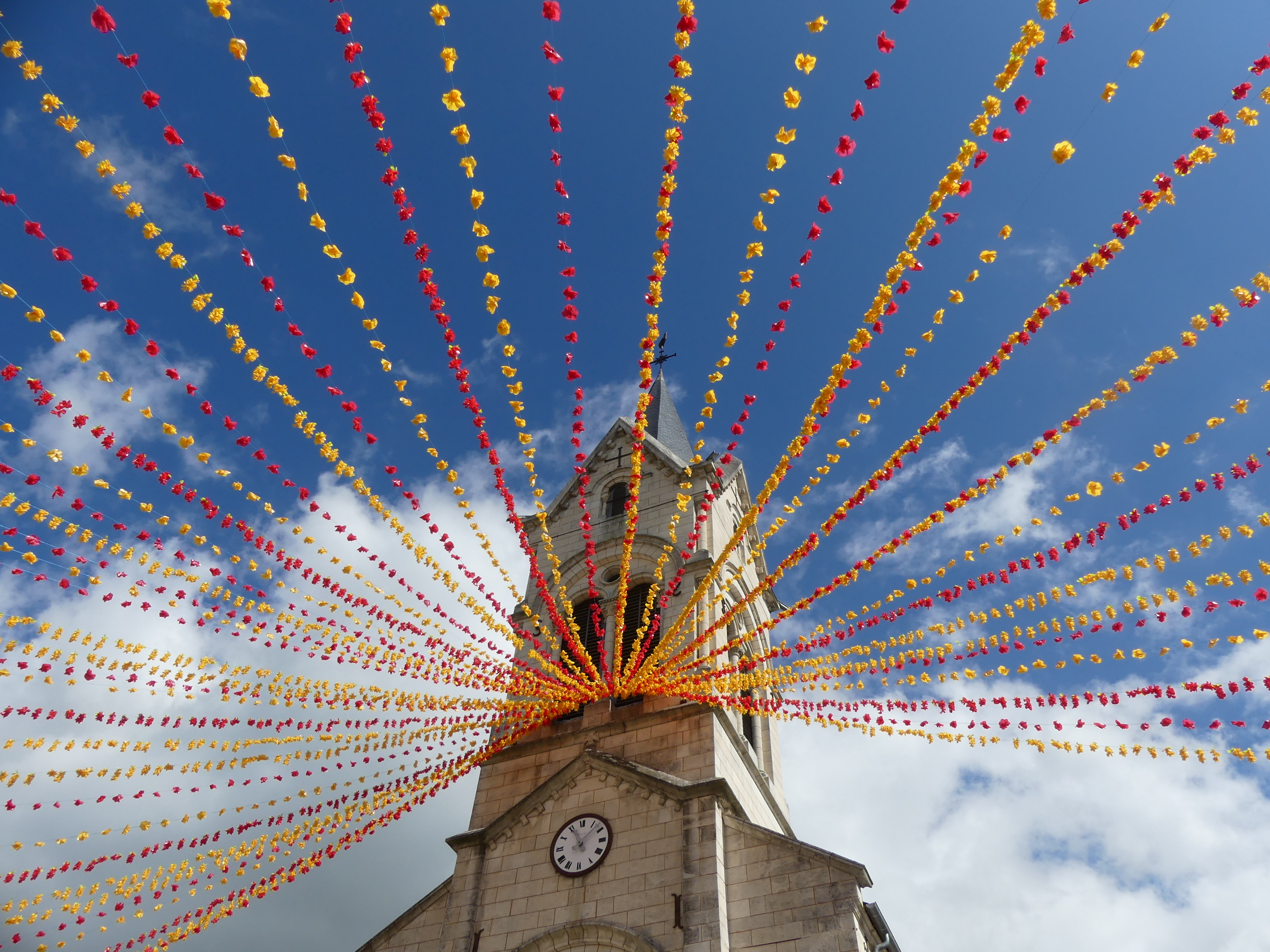
Son clocher.
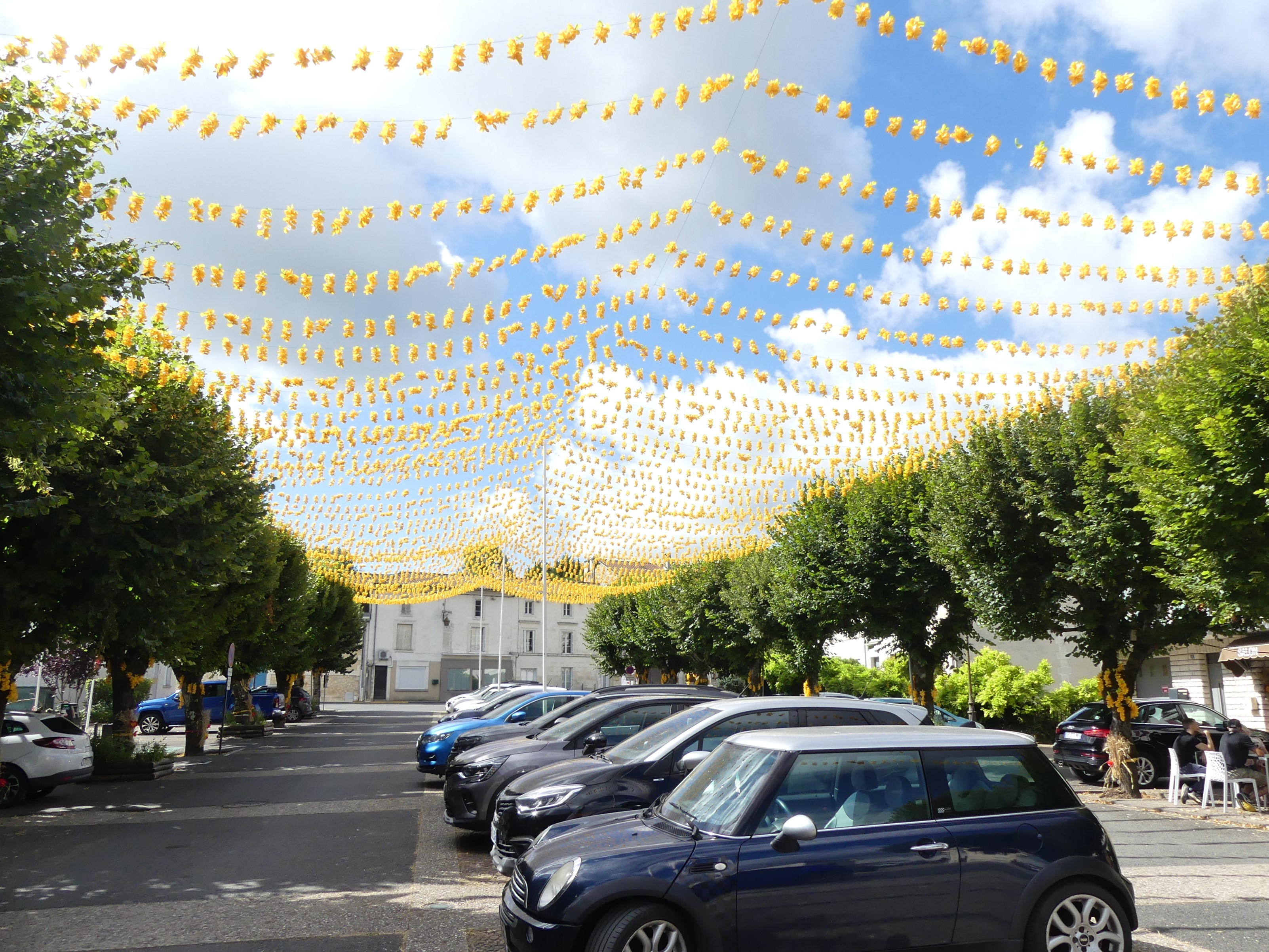
La place des Tilleuls.
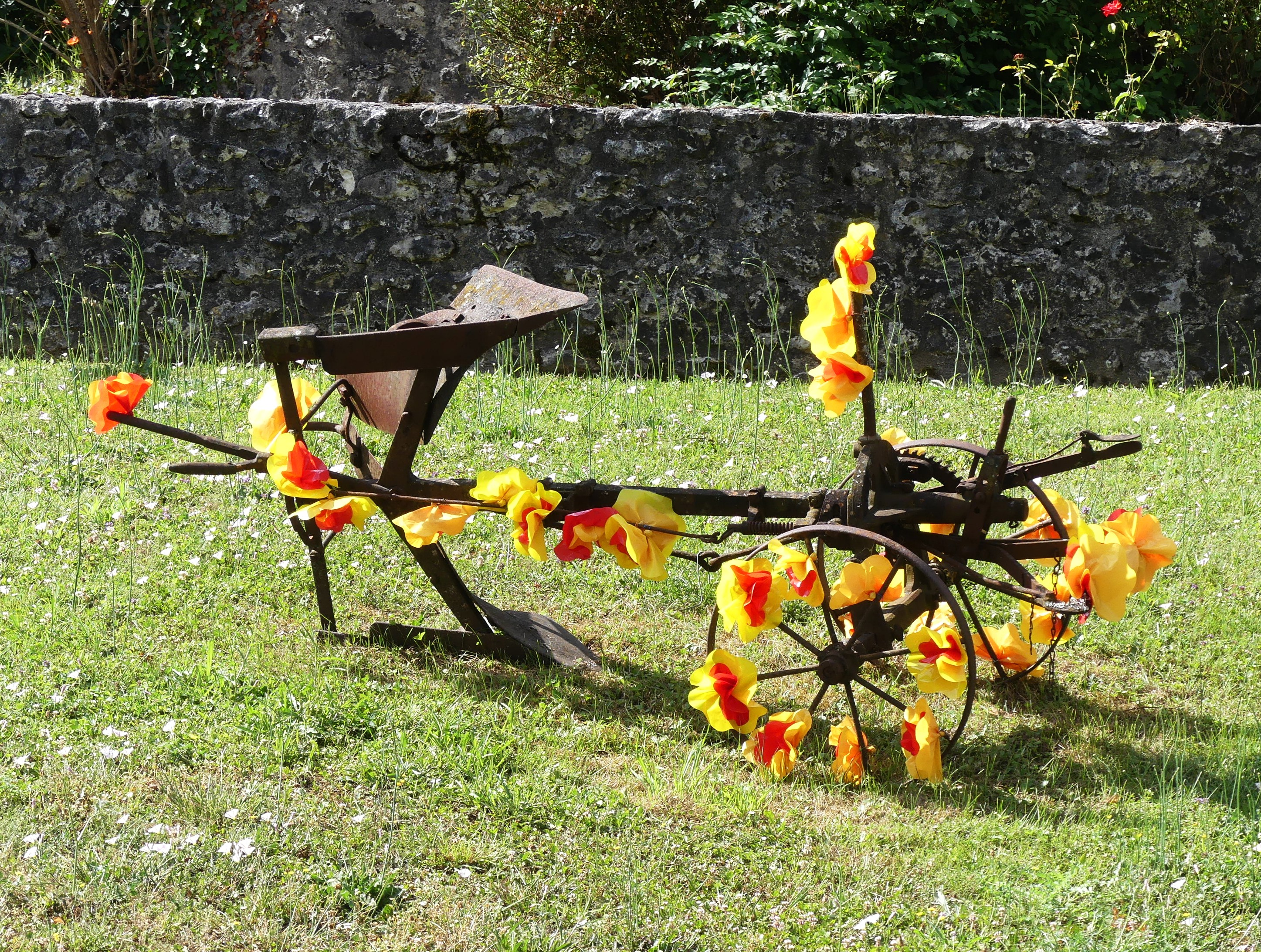
Ancienne charrue.

## Économie

### Emploi
En 2015, parmi la population communale comprise entre 15 et 64 ans, les actifs représentent 647 personnes, soit 38,8 % de la population municipale. Le nombre de chômeurs (82) a augmenté par rapport à 2010 (72) et le taux de chômage de cette population active s'établit à 12,7 %.

### Établissements
Au 31 décembre 2015, la commune compte 179 établissements, dont 88 au niveau des commerces, transports ou services, trente-deux relatifs au secteur administratif, à l'enseignement, à la santé ou à l'action sociale, vingt-huit dans la construction, dix-huit dans l'agriculture, la sylviculture ou la pêche, et treize dans l'industrie.

### Entreprises
Dans le secteur agroalimentaire, parmi les entreprises dont le siège social est en Dordogne, la « SARL des établissements Delord et fils » (exploitation forestière), implantée à Tocane-Saint-Apre, se classe en 11e position quant au chiffre d'affaires hors taxes en 2015-2016, avec 9 599 k€. Tous secteurs confondus parmi les entreprises de la Dordogne ayant leur siège social dans le département, elle se classe 23e, quant au chiffre d'affaires à l'exportation en 2015-2016 avec 2 236 k€.
La scierie Delord, créée en 1933, emploie 43 personnes dont 31 à Tocane-Saint-Apre.

## Culture locale et patrimoine

### Lieux et monuments

#### Patrimoine civil
- Château de Beauséjour, XVe ou XVIe siècle[69].
- Château de Fayolle, XVIIIe et XIXe siècles, inscrit aux monuments historiques depuis 1969 pour ses façades, ses toitures et son parc[70], propriété privée. Marquisat héréditaire érigé en 1724 par décision du Roi Louis XV, avec semble-t-il justice seigneuriale jusqu'à la paroisse de Tocane. L'actuel marquis de Fayolle sera le dernier de sa lignée et le titre sera éteint à son décès.
- Pigeonnier du château de Fayolle.
- Château de Lavalade, XVIe et XVIIIe siècles[71].
- Ruines du château de Vernode dont le donjon est classé monument historique depuis 1886[72].
- Hôtel Paradol, XVe siècle, transformé en bibliothèque et musée[73] (Musée du costume et de son artisanat).
- Hôtel de Fayolle, XVe siècle.
- Hôtel de la Filolie, XVIIe siècle.
- Dolmen de Margot, appelé aussi dolmen de Palus, au sud-ouest de la commune, vestige d'un dolmen angoumoisin dont il ne subsiste plus que trois orthostates et la table de couverture (4,50 m de long pour 0,80 m d'épaisseur) en grès ferrugineux[74].
- Piste ULM du Pas de l'Aze.

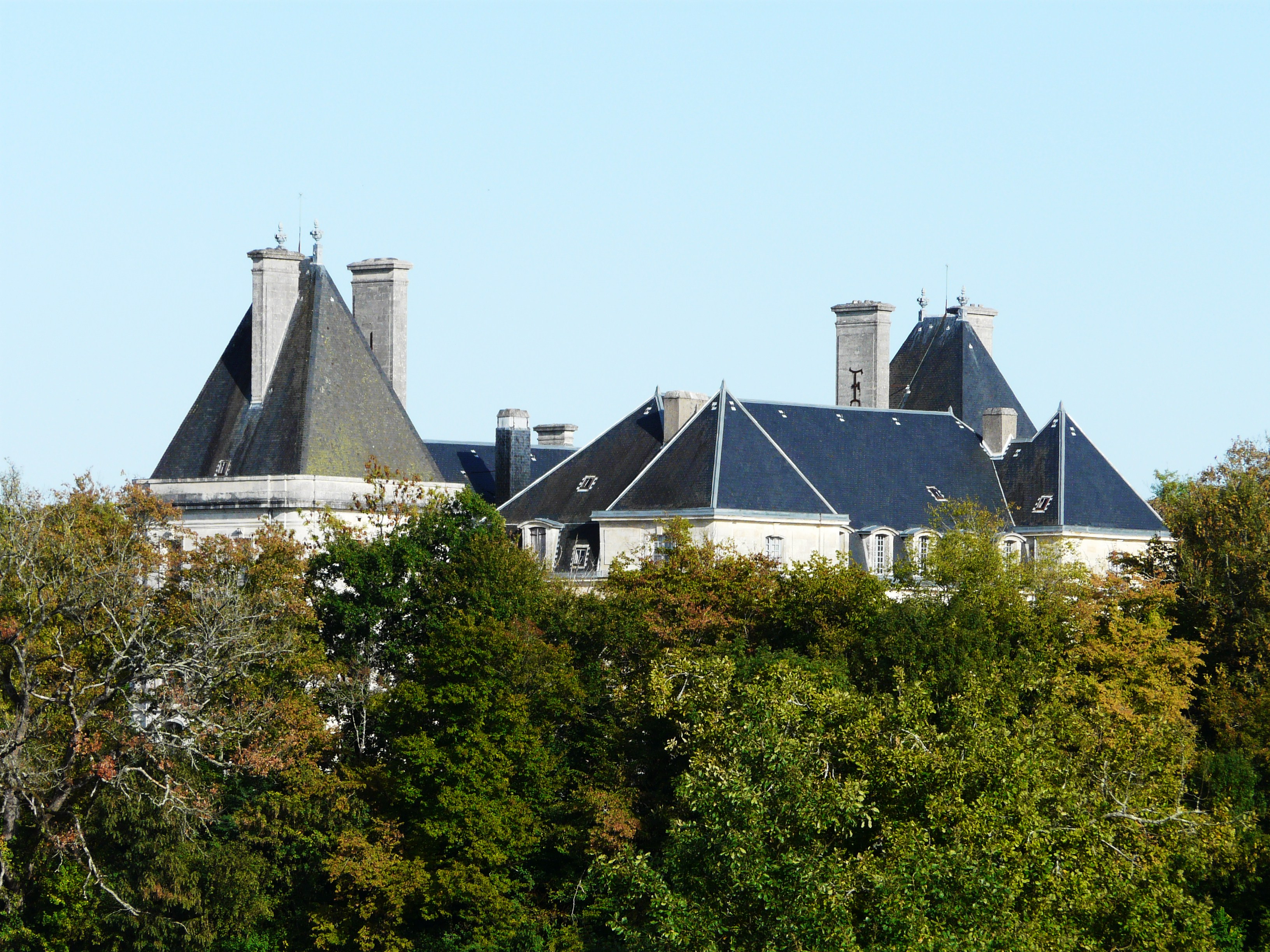
Le château de Fayolle.
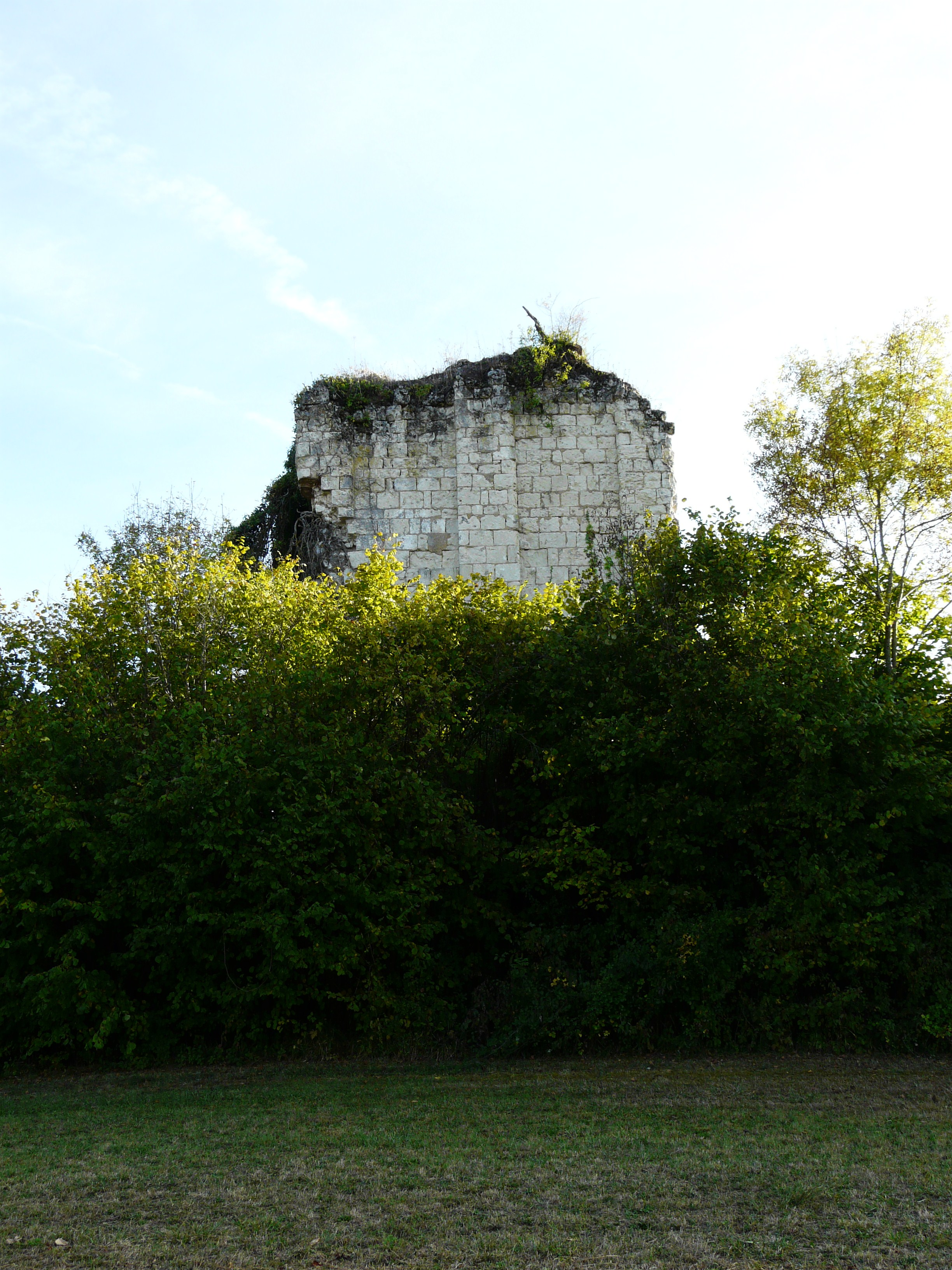
Les ruines du donjon de Vernode.
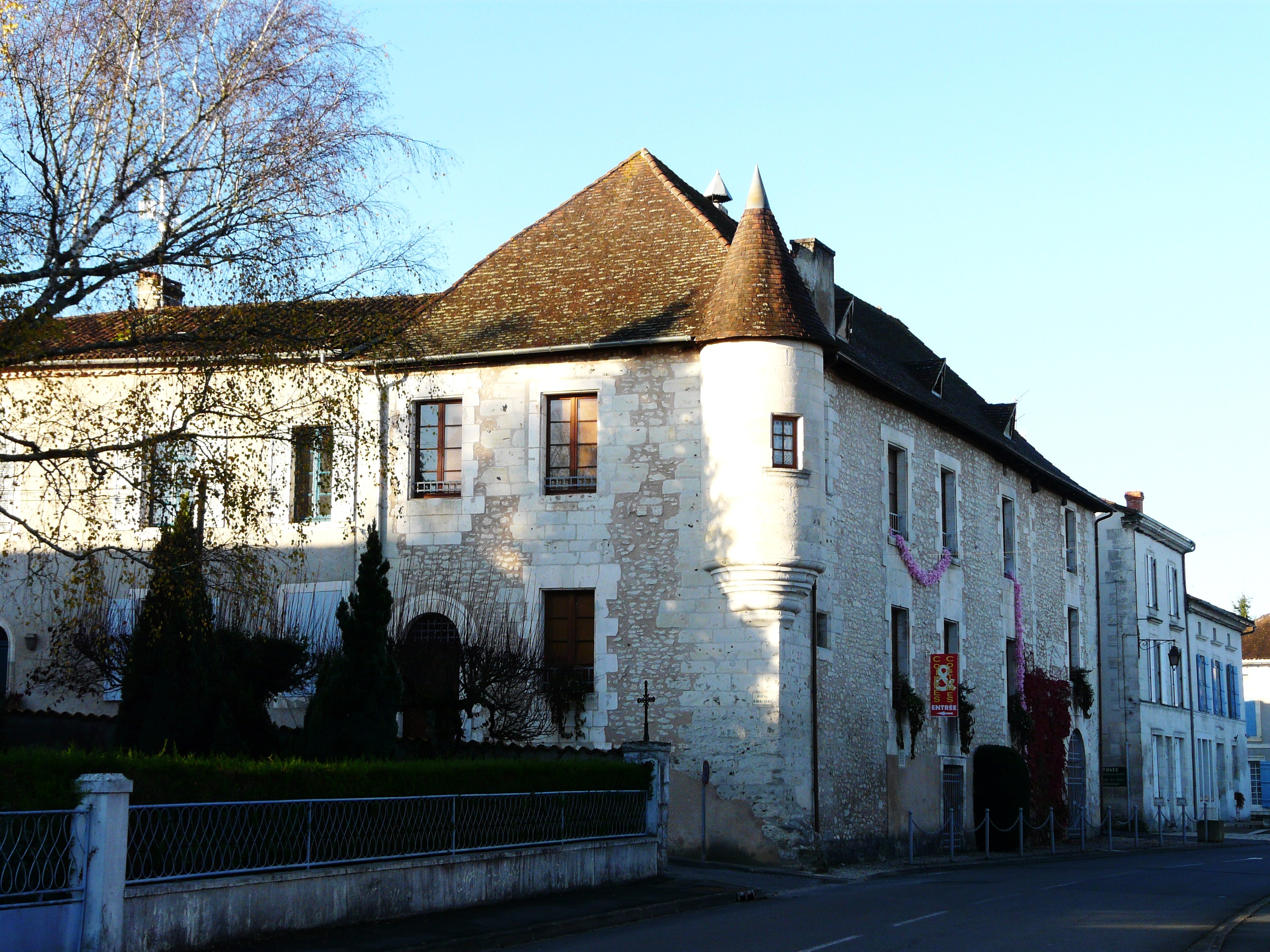
L'hôtel Paradol.
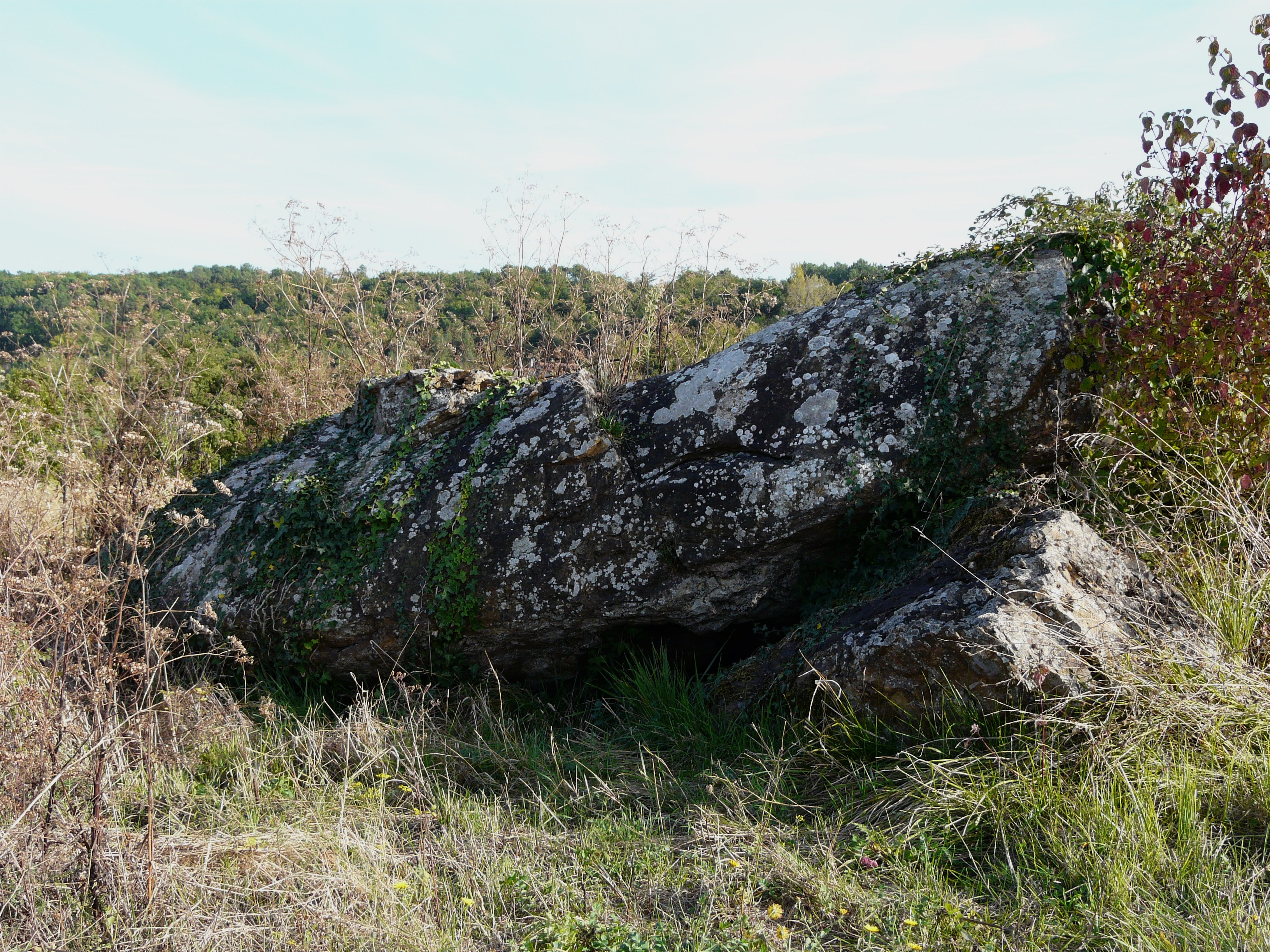
Dolmen de Margot, la Pierre levée.

#### Patrimoine religieux
- Église Notre-Dame-de-la-Nativité, XIXe siècle, de style néo-roman[75].
- Chapelle Notre-Dame de Perdux, fin du XIXe siècle[76], en bordure de la Dronne.

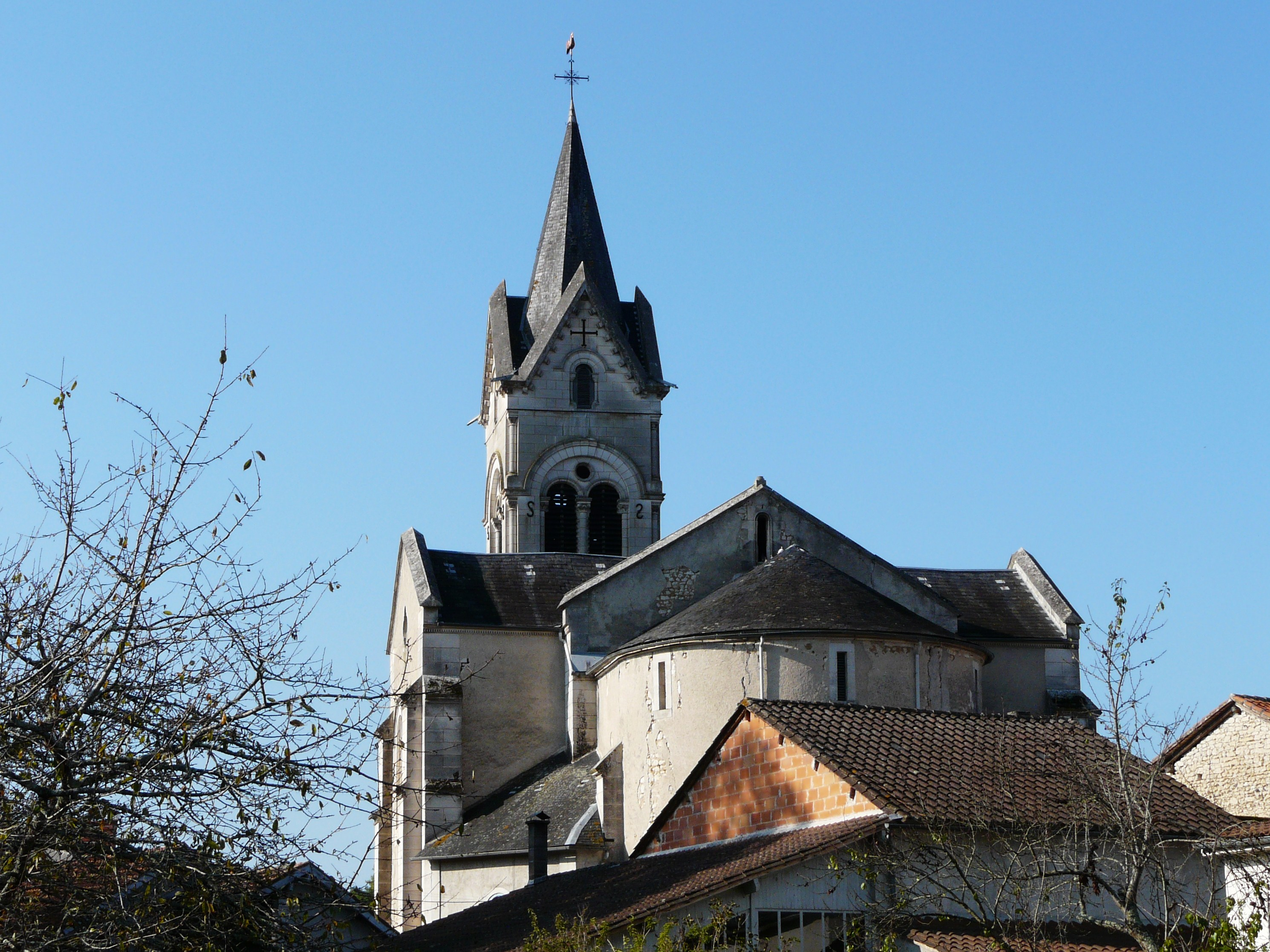
L'église Notre-Dame-de-la-Nativité.
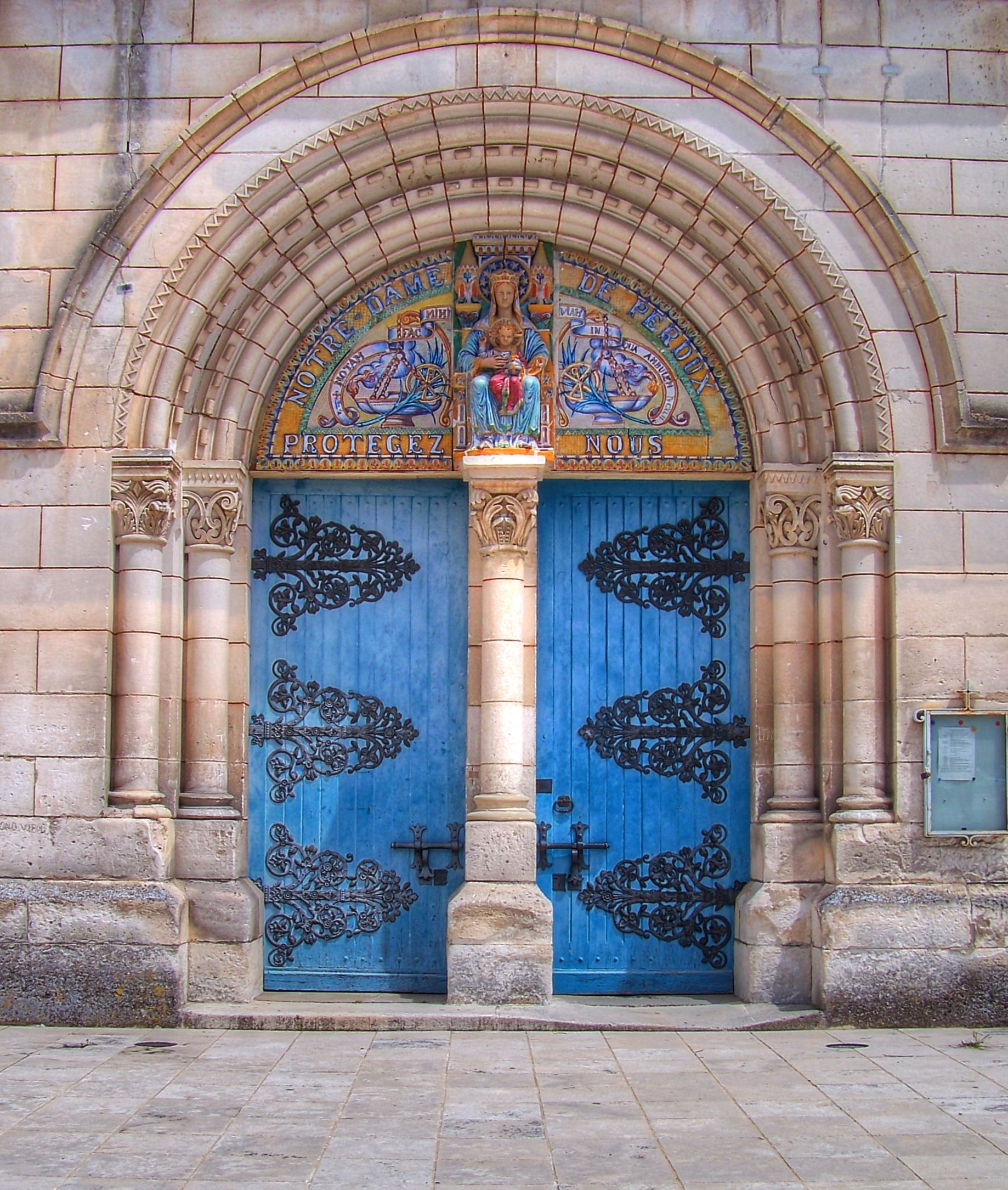
Le portail de l'église.
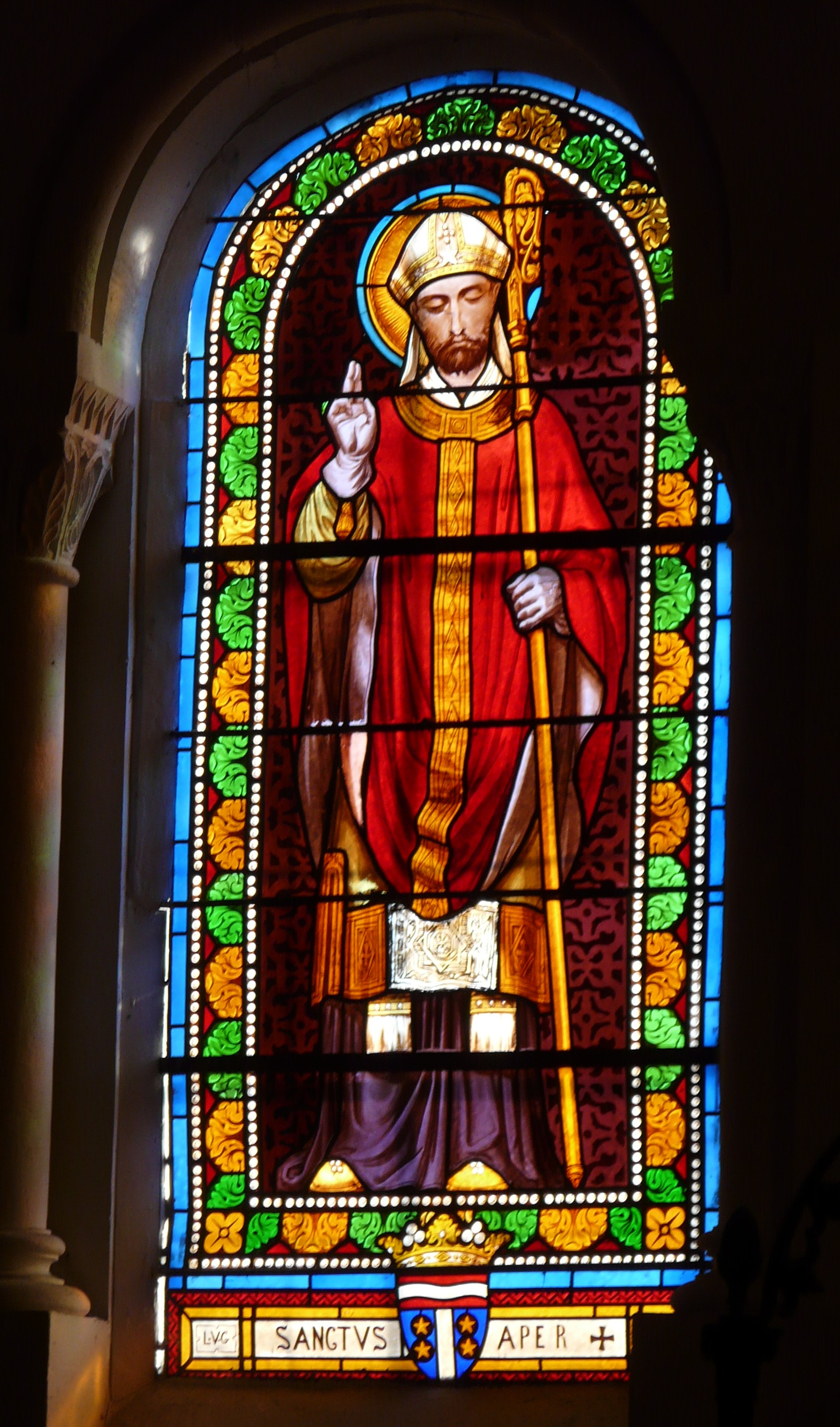
Vitrail représentant saint Apre.
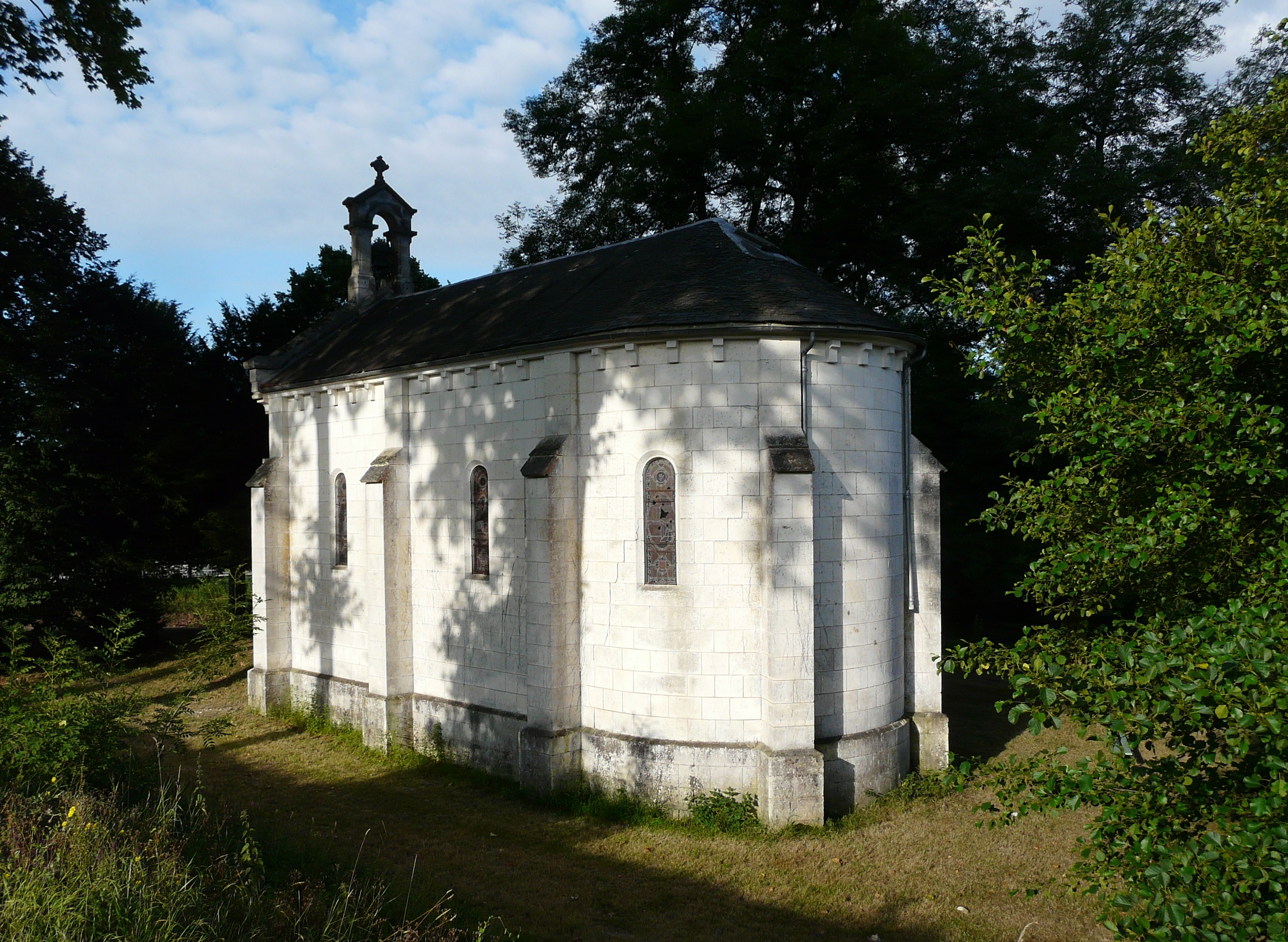
La chapelle Notre-Dame de Perdux.
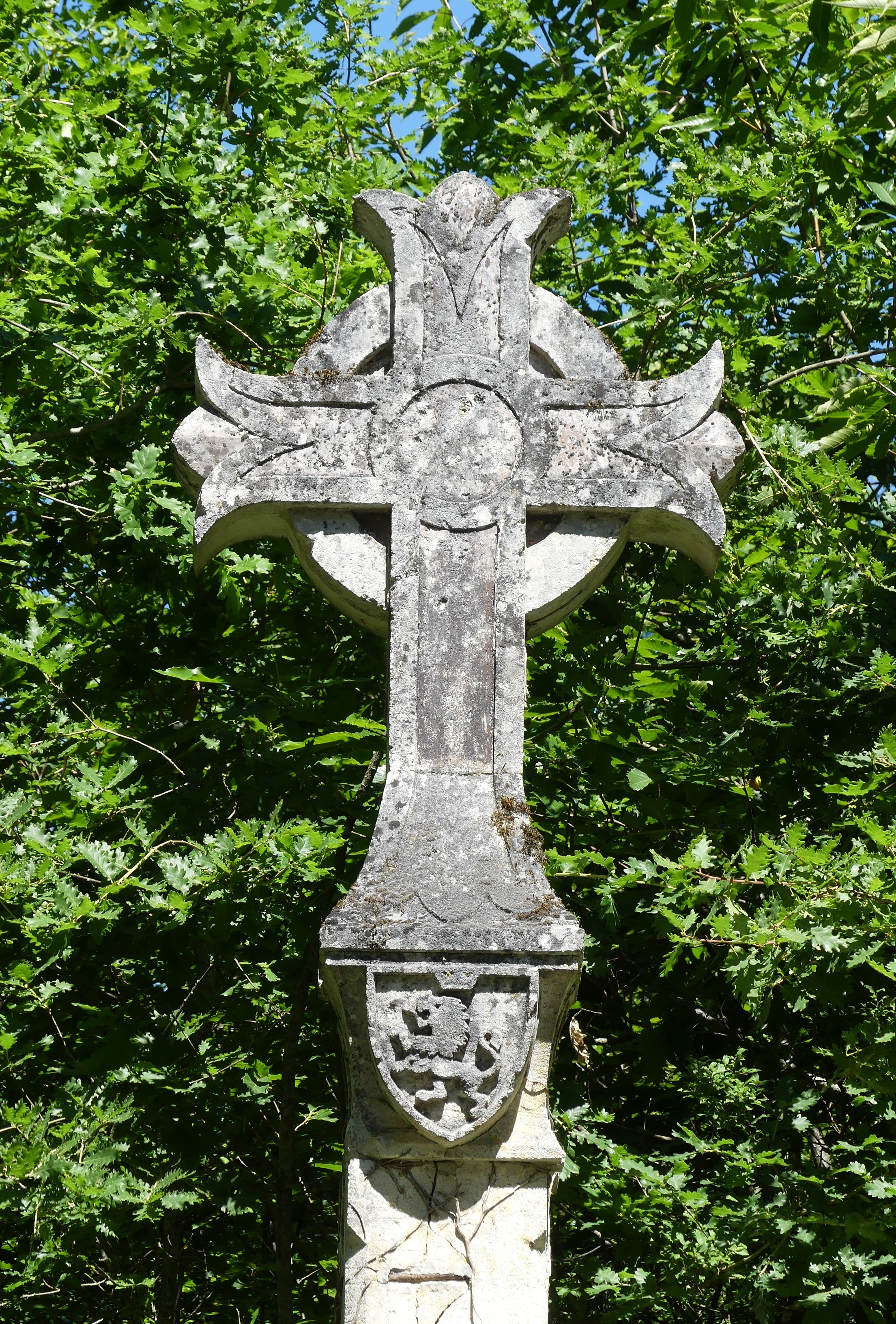
Croix de chemin près de la Musardière.

### Patrimoine naturel
Au nord de la commune, la Dronne et sa vallée représentent une zone Natura 2000 : la « vallée de la Dronne de Brantôme à sa confluence avec l'Isle ». La rivière s'écoule dans un milieu principalement composé de prairies humides et de terres cultivées avec des zones de bocage. On y rencontre plusieurs espèces de poissons menacées ainsi que des écrevisses à pattes blanches (Austropotamobius pallipes) et des visons (Mustela lutreola).
C'est également une zone naturelle d'intérêt écologique, faunistique et floristique (ZNIEFF) de type 2, protégée pour sa faune et sa flore spécifiques.

### Patrimoine culturel
Depuis 1991, le village accueille chaque année en juillet, les « Rencontres musicales irlandaises de Tocane », festival de musique traditionnelle irlandaise de portée internationale qui se traduit par des concerts, un stage de quatre jours animé par des musiciens irlandais (flûte, tin whistle, violon, uilleann pipes, accordéon, concertina, banjo, chant, danse, etc.), et qui est l'occasion d'une forte activité musicale dans les bars du village dès l'après-midi et jusque tard dans la nuit.

### Personnalités liées à la commune
- Eugène Le Roy (1836 - 1907), écrivain, fut percepteur à Tocane-Saint-Apre de 1863 à 1868[81] ;
- Alain de Fayolle (Tocane-Saint-Apre, 13 octobre 1891 - en Belgique, mort pour la France, 22 août 1914), sous-lieutenant français, Saint-Cyrien (promotion "de la Croix du Drapeau") ;
- Michel Debet (1944-2008), homme politique français est né à Tocane-Saint-Apre. Il est élu député le 17 juin 2007, pour la XIIIe législature, dans la 3e circonscription de la Dordogne.

## Pour approfondir